# Methylethylcellulose
Methylethylcellulose (MEC) ist ein Sammelbegriff für Celluloseether (Derivate der Cellulose) bei denen ein Teil der Hydroxygruppen als Ether mit Methyl- und Ethyl-Gruppen verknüpft sind. In Europa ist Methylethylcellulose als Lebensmittelzusatzstoff unter der E-Nummer E 465 zugelassen.

## Herstellung
Cellulose oder Zellstoff wird gemahlen und mit Alkalilauge versetzt. Die Alkylierung der Alkalicellulose zur Methylethylcellulose erfolgt dann nacheinander mit Methylchlorid und Ethylchlorid. Die Cellulose wird aus Nadel- und Laubhölzern gewonnen. Bei der Umsetzung bleibt die ursprüngliche Cellulose-Struktur erhalten.

## Eigenschaften/Verwendung
MEC hat vergleichbare rheologische Eigenschaften wie die verwandte Methylcellulose. Methylethylcellulose kann als Verdickungsmittel, Stabilisator, Schaumbildner und Emulgator eingesetzt werden. Die Produktionsmenge lag in den 1990er Jahren bei 60 Tonnen pro Jahr, heute wird MEC nicht mehr produziert.